# ألفونسو سانشيز (منافس ألعاب قوى)
ألفونسو سانشيز (بالإسبانية: Alfonso Sánchez)‏ هو منافس ألعاب قوى تشيلي، (و. 1891  م).

## وصلات خارجية
- ألفونسو سانشيز على موقع أوليمبيديا (الإنجليزية)